# Тамер, Закария
Закария Тамер (араб. زكريا تامر‎, р. 02.01.1931) — сирийский писатель, один из наиболее выдающихся прозаиков в современной арабской литературе, известен также как детский писатель. Его книги переведены на многие языки мира (в том числе на французский, русский, английский, голландский, итальянский, болгарский, испанский и сербский).

## Биография
Родился в Дамаске. В возрасте 13 лет был вынужден прервать обучение в школе в связи с финансовыми трудностями. Работал на разных работах, в том числе подмастерьем кузнеца. Всё это время Тамер много читал, учился в вечерней школе. В 1957-м году начал писать короткие рассказы. Одна из рукописей попалась на глаза влиятельному сирийскому интеллектуалу, поэту, критику и редактору журнала «Ши’ир» («Поэзия») Юсуфу аль-Халю, и он решил опубликовать её. В 1963-м году Тамер устроился на работу в Министерство Культуры. В 1965-м году он становится редактором еженедельного журнала «аль-Маукиф аль-араби» («Арабская позиция»), в этом же году он, вместе с рядом сирийских литераторов, основывает Союз арабских писателей в Дамаске, в котором становится сначала становится ответственным за секцию издания и печати, а затем в течение четырех лет работает заместителем главы Союза. Всё это время он продолжает печататься в литературных журналах Дамаска и Бейрута (таких как, к примеру, «Аль-Ма’арифа» («Знание») и детский журнал «Усама»,).

## Творчество
Закария Тамер является признанным мастером короткого рассказа. Тематикой его рассказов часто становится негуманность людей по отношению друг к другу, порой он в иносказательной форме описывает политические и социальные проблемы Сирии и арабского мира в целом. Его рассказы «зачастую напоминают народную сказку, и известны своей относительной простотой с одной стороны, и многозначностью смыслов — с другой. В них часто присутствует надрыв, они являются сюрреалистическим протестом против политического или социального угнетения…». Рассказы Тамера иногда называют «циничными» и «очень странными».
За свою карьеру Тамер опубликовал 11 сборников рассказов, 2 сборника сатирических статей и множество книг для детей.

## Награды и премии
- Премия султана Бин Али аль-Овайса за достижения в прозе, 2001[7]
- Медаль почёта Сирийской республики высшей степени, 2002[8]
- Арабская литературная премия имени аль-Маджиди ибн Захира в рамках монреальского международного литературного фестиваля «Blue Metropolis» в знак «признания выдающейся писательской карьеры», 2009[2].